# Diermissen
Diermissen ist ein  deutscher Familienname.

## Herkunft und Bedeutung
Der Familienname Diermissen ist ein Name, der auf das Dorf Dielmissen in Niedersachsen zurückgeht.
Deutung: Heim eines Thiathelmi (Theothelm, Thiudhelm, Diethelm, Thiadhelm: das Erstelement des Personennamens ist zum Personenname-Stamm THEUDA, zu altsächsisch:  thiod(a): „Volk, Menge“ und das Zweitelement zum Personenname-Stamm HELM(A), zu altsächsisch:  helm: „Helm“ zu stellen):  Thiadelmes-husen, Thiadelmes-sen, Diermis-sen, Diermissen.
Ortsnamen, die auf -missen enden, setzen sich zusammen aus einem Personennamen und Endung -heim oder -husen, die sich im Laufe der Jahre oder Jahrhunderte zu der Endung -sen abgeschliffen hat.
Alle Ortsnamen und Familiennamen, die auf -missen enden sind ostfälische Gründungen etwa aus dem 8. Jahrhundert (wenn sie auf -heim enden) oder später (wenn sie auf -husen enden).

## Namensträger
- Johannes Diermissen (1823–1893), deutscher Autor und Volkskundler
- Julius Friedrich Max Diermissen (1870–1927), Vize-Konsul des Deutschen Reiches in Costa Rica